# English Electric Thunderbird
L'English Electric Thunderbird era un missile terra-aria prodotto dall'azienda britannica English Electric dagli anni cinquanta del XX secolo e rimasto operativo nel British Army fino al 1977. Il sistema era stato concepito principalmente per attaccare bersagli a quote elevate e a distanze fino a circa 30 miglia, fornendo la difesa aerea delle unità dell'esercito sul campo di battaglia, integrato dai cannoni contraerei Bofors da 40 mm per le minacce a quote inferiori. Caratterizzato da un radar a onda continua e da un sistema di guida SAHR (Semi-active Homing Radar) altamente resistente alle contromisure elettroniche, condivideva diversi componenti con il similare Bristol Bloodhound in servizio nella Royal Air Force. Alcuni sistemi Thunderbird Mk.1 sono stati acquistati, usati, dalla Royal Saudi Air Force nel 1967.

## Storia del progetto

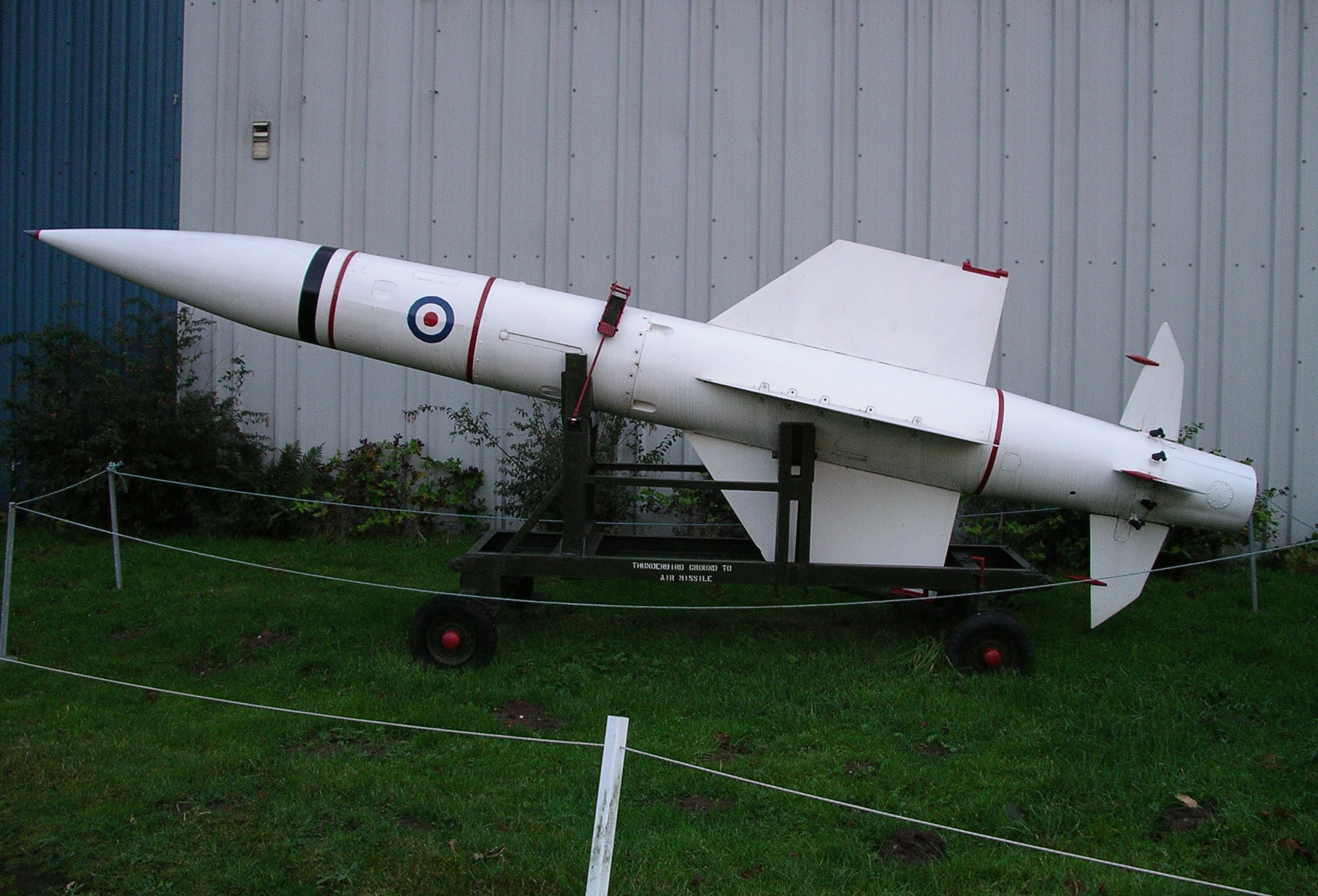
Un missile Thunderbird in esposizione presso il Midland Air Museum, Gran Bretagna.

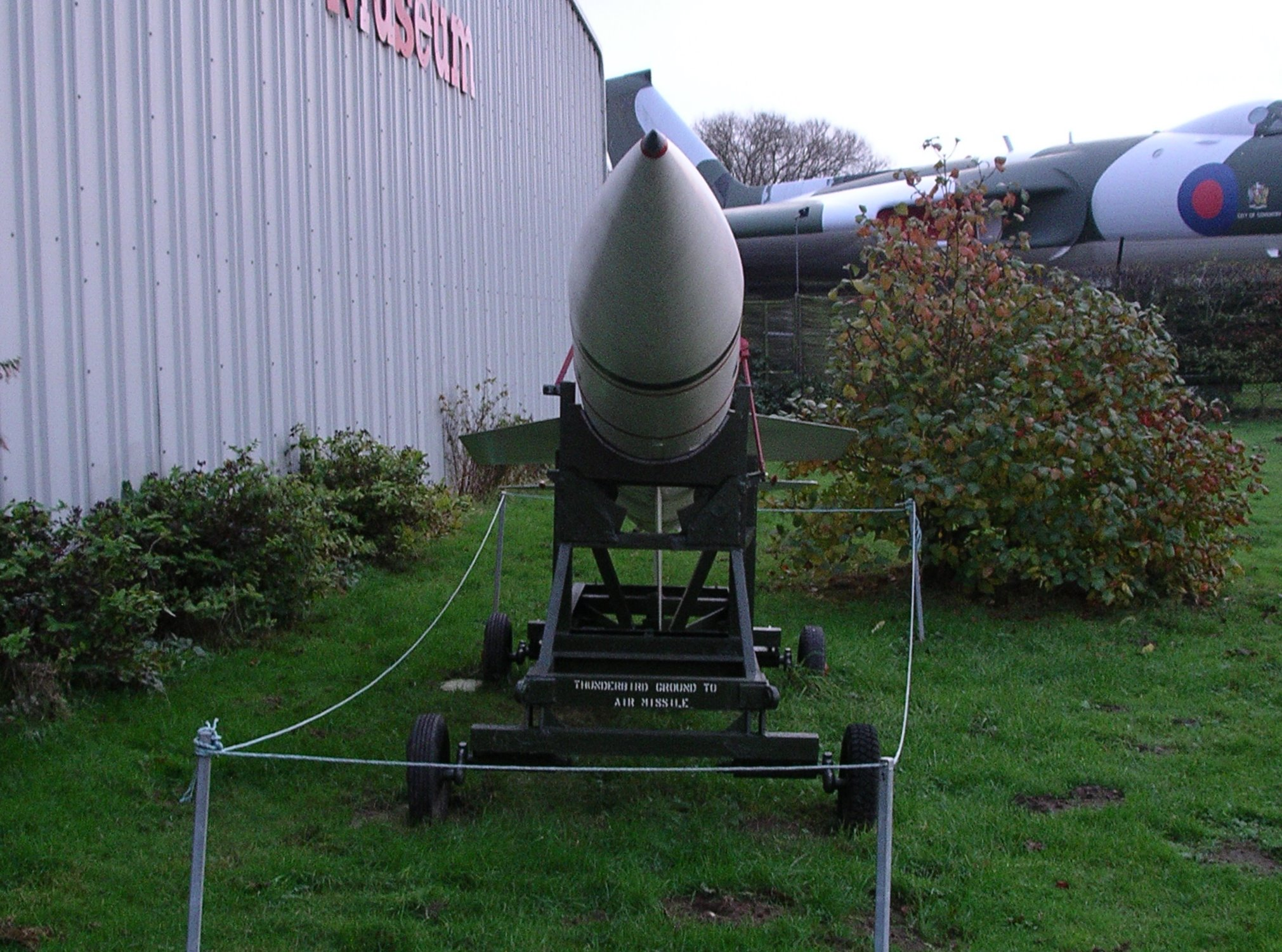
Una vista frontale del missile Thunderbird, sullo sfondo un bombardiere strategico Avro Vulcan.

Nel corso del 1949 la ditta English Electric Company Limited iniziò a sviluppare un missile superficie-aria con cui sostituire il cannone QF 3.7 inch da 94 mm del Royal Artillery nel ruolo di difesa contraerea mobile delle unità dell'esercito britannico schierate sul campo di battaglia. Per lavorare sul nuovo progetto, denominato Thunderbird, nel novembre 1950 la English Electric creò un apposito ufficio studi, chiamato Guided Weapons Division. 
Mentre si avviava lo sviluppo del nuovo missile, il Ministro dello sviluppo (Ministry of Supply MoS) iniziò lo studio di un piano per la difesa aerea integrata, su più livelli, designato "Stage Plan", che verteva sull'acquisizione di nuovi radar di scoperta aerea, velivoli intercettori e missili superficie-aria.
La tecnologia dei missili era, allora, quella meno conosciuta, e il MoS decise di attuare il loro dispiegamento in due fasi: 
- La "Stage 1" prevedeva l'acquisizione di missili con gittata di 20 miglia, e capacità di operare contro velivoli subsonici o leggermente supersonici, in volo a media o alta quota. Tali ordigni sarebbero stati utilizzati per la difesa ravvicinata della basi operative dei nuovi velivoli da bombardamento della serie V-Bomber allora in fase di sviluppo, e delle unità dell'esercito sul campo.[5]
- La "Stage 2" era il naturale sviluppo della precedente "Stage 1", e verteva su un nuovo missile dotato di maggiore velocità, raggio d'azione e tangenza raggiungibile, basato sul missile "Green Sparkler", che sarebbe dovuto divenire operativo nel corso degli anni sessanta del XX secolo.[5]

In risposta alla specifica "Stage 1" furono presentate due proposte, una dalla English Electric, designata in codice "Red Shoes", e una dalla Bristol denominata "Red Duster". La proposta della Bristol era similare a quella della English Electric, ma risultava meno mobile anche se disponeva di una maggiore gittata. Per entrambi i modelli fu sviluppato un unico sistema di tiro dotato di un radar di scoperta e illuminazione del bersaglio Ferranti, e di una radar di controllo del tiro British Thomson-Houston RRDE "Yellow River".
Il programma di sviluppo del missile Thunderbird Mk.1 vide l'impiego di alcuni veicoli sperimentali designati da D1 a D4. I missili D1 e D2 vennero utilizzati per lo sviluppo della configurazione basica, mentre i D3 e D4 per la configurazione aerodinamica definitiva del sistema. Al termine delle prove l'esercito respinse definitivamente l'idea di utilizzare un motore razzo a combustibile liquido sul campo di battaglia, a causa delle difficoltà di gestione del carburante considerato altamente reattivo, richiedendo l'installazione di un motore a propellente solido. Furono testati numerosi tipi di propulsori su appositi veicoli designati "Luton Test Vehicle", o LTV. 
Durante i test comparativi svolti tra i missili "Red Shoes" e "Red Duster" quest'ultimo ebbe numerosi e seri problemi che portarono l'esercito a scegliere definitivamente il sistema d'arma "Red Shoes" proposto dalla English Electric. Alla fine i problemi del sistema "Red Duster" vennero risolti abbastanza rapidamente, e il missile entrò in servizio nella Royal Air Force come Bristol Bloodhound Mk.1.
Le prime prove di lancio del Thunderbird si svolsero sul poligono australiano di Woomera nel novembre 1956 e furono coronate da successo, tanto che venne autorizzata la produzione della versione Mk.1.

### Tecnica

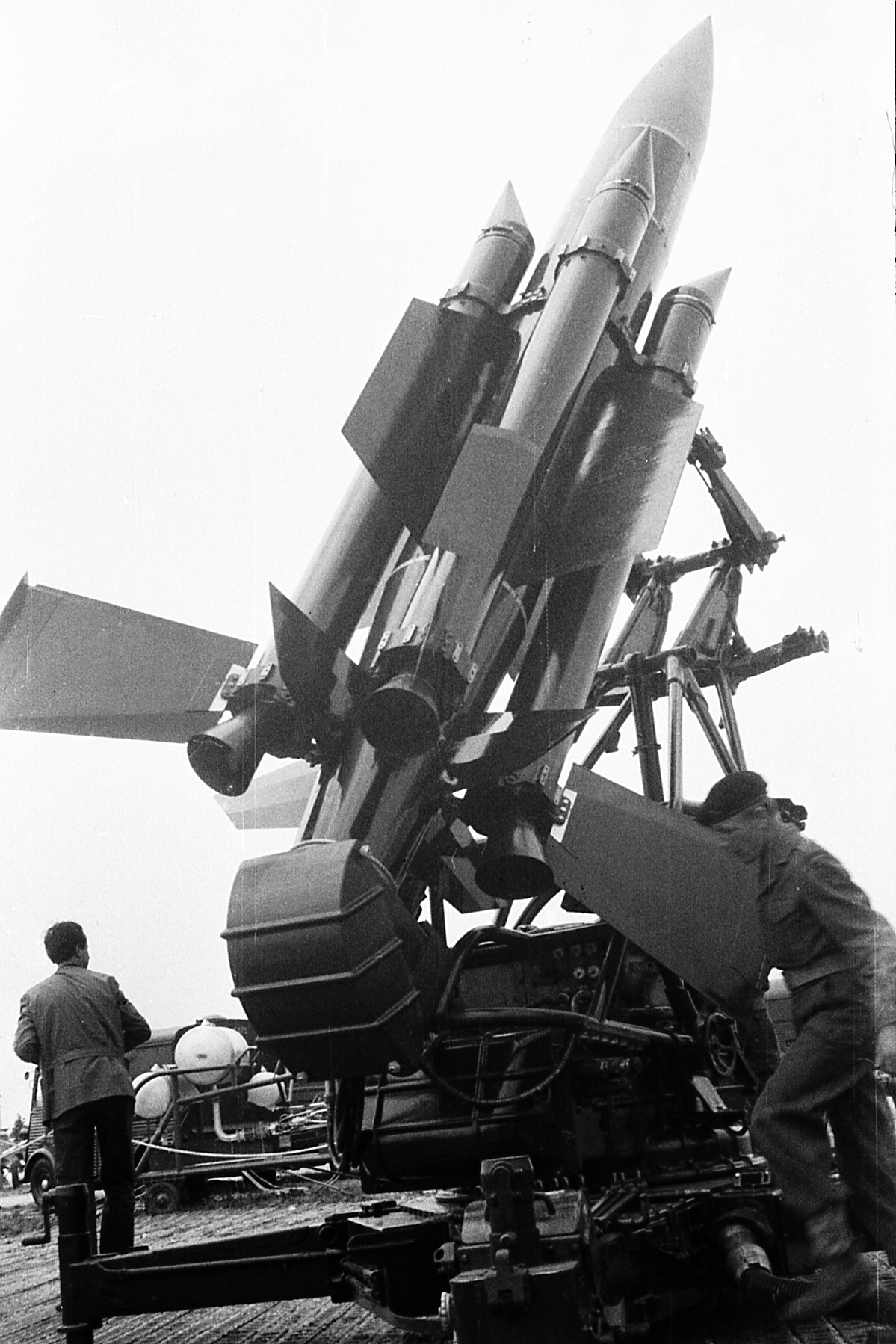
Un missile Thunderbird Mk.1 sulla rampa di lancio, esibito presso il Salone dell'aeronautica di Parigi.

Il missile Thunderbird Mk.1 disponeva di una fusoliera cilindrica terminante con una ogiva conica, e di quattro alette fisse cruciformi installate appena dietro il punto centrale della fusoliera, e di quattro piani di coda mobili cruciformi. Le alette fisse avevano un bordo d'attacco a freccia di 45°, mentre i piani di coda a doppia freccia, inversamente rastremati, erano posizionati in linea con le alette. 
Il propulsore razzo a propellente liquido Napier dei primi prototipi fu sostituito da uno a propellente solido IMI, con tutti i vantaggi conseguenti in termini di immagazzinamento, manutenzione e affidabilità. Il motore principale era assistito, per il lancio, da quattro motori ausiliari a propellente solido Bristol Aerojet "Albatros" disposti tra le superfici di controllo e le ali. Tali booster erano facilmente individuabili a causa di una singola piccola aletta anteriore, e da un'altra posteriore sovradimensionata posta all'estremità di ognuno di essi, e dotata di una piccola superficie piana al suo termine. Tali booster ausiliari avevano gli ugelli orientati leggermente verso l'esterno, per non danneggiare la fusoliera e consentivano il lancio e l'accelerazione primaria del missile con alto angolo di elevazione, per posizionarlo all'interno del fascio radar necessario per la guida semiattiva. 
Il sistema di guida semi-attivo (semi-active radar homing) si basava su un radar a impulsi Ferranti Type 83 " Yellow River" che fungeva sia da acquisizione che da illuminazione del bersaglio. Tale sistema era lo stesso del concorrente Bristol "Red Duster".
La struttura della parte anteriore era a punta, dentro la quale vi trovavano alloggiamento i sistemi di guida e la testata esplosiva ad alto esplosivo. Quest'ultima aveva una struttura a barra continua per orientare il ventaglio di schegge una volta colpito l'obbiettivo, ma la sua efficacia diminuiva rapidamente con l'aumentare della distanza.
La batteria operativa si componeva di un massimo di sei unità, ognuna dotata di tre rampe di lancio, un radar di illuminazione e di ricerca BHT "Stingray", e veicoli leggeri Land Rover per il traino. Il comando della batteria disponeva di un radar di scoperta e uno di misurazione della quota.
La maggior parte del sistema antiaereo nella versione Mk.2 poteva essere aviolanciata, e la totalità era aviotrasportabile tramite gli aerei da trasporto Armostrong Whitworth AW.660 Argosy C.Mk.1 della Royal Air Force.

## Impiego operativo

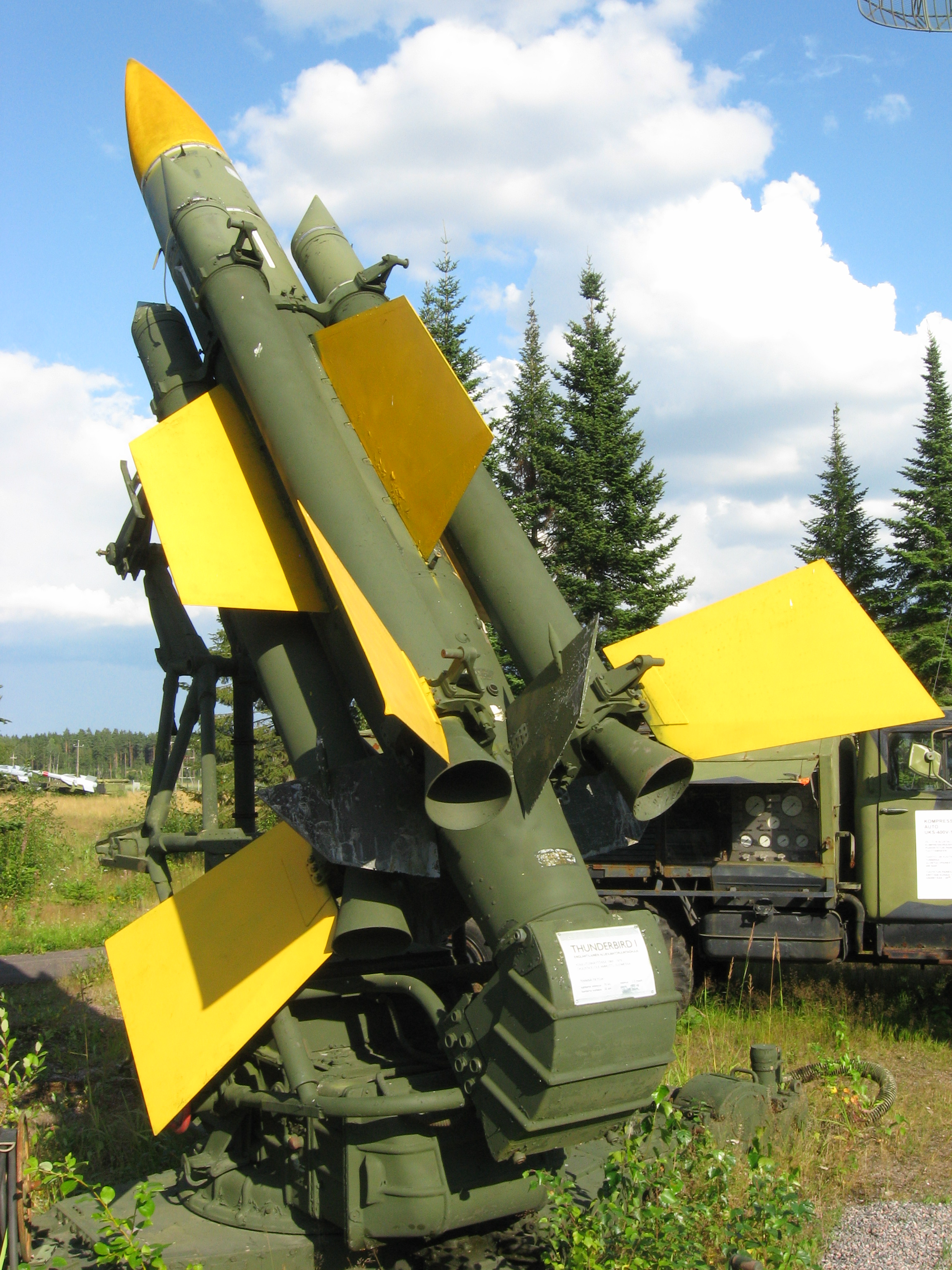
Un missile Thunderbird dipinto in vari colori a scopo didattico, presente presso l'Ilmatorjuntamuseo di Tuusula, Finlandia

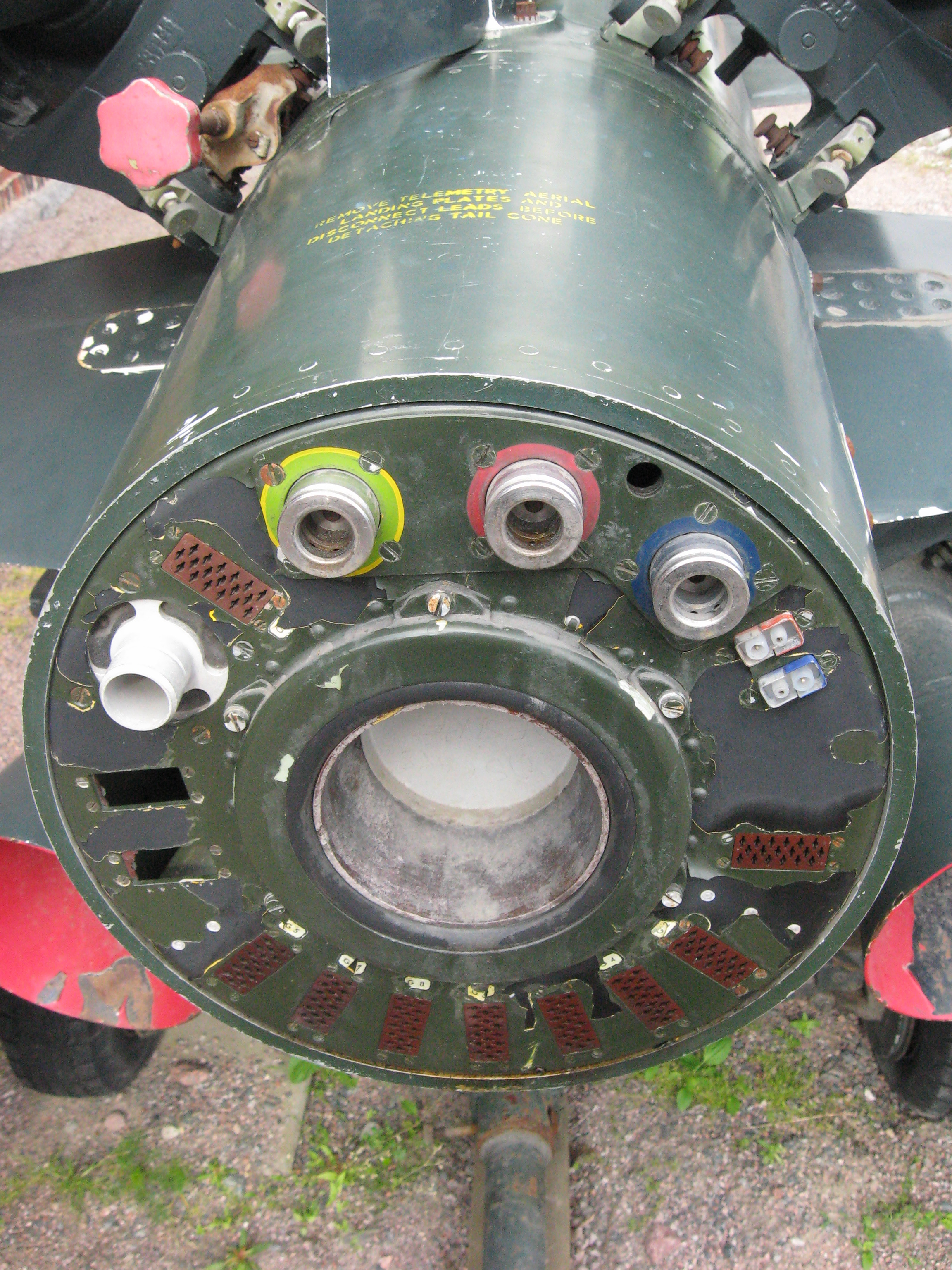
Vista del sistema di scarico del propulsore del missile Thunderbird esposto presso il Museo Militaria di Hämeenlinna, Finlandia.

Il sistema missilistico Thunderbird entrò in servizio attivo nel British Army a partire dal 1959, dieci anni dopo l'inizio del suo sviluppo, assegnato ai No. 36 e No.37 Heavy Air Defence Regiment del Royal Artillery. 
Il nuovo sistema missilistico non era ancora entrato in servizio che già nel 1956 era stato avviato lo sviluppo, in base al requisito Stage 2, di una versione migliorata designata Thunderbird Mk 2.

### La versione Thunderbird Mk.2
Mentre i missili del programma "Stage 1" erano ancora in fase di sviluppo, il programma "Stage 2" procedette con bassa priorità per problemi legati allo stato d'arte della tecnologia missilistica dell'epoca, mentre la tecnologia radar procedeva rapidamente. Fu deciso di avviare un programma di aggiornamento intermedio dei sistemi missilistici antiaerei utilizzando i radar a onda continua per migliorarne le prestazioni. 
Nel caso del Thunderbird lo "Stage 1½" utilizzava il radar Type 86 "Indigo Corkscrew" in fase di realizzazione. Nel corso del tempo questo radar cambiò più volte designazione diventando "Green Flax", e successivamente "Yellow Temple". Durante il servizio fu denominato Radar, AD, No 10 (fire control), e tale sistema migliorava notevolmente le prestazioni del missile contro bersagli volanti a bassa quota e la sua resistenza alle contromisure elettroniche. Per supportare le operazioni del missile Thunderbird sul campo i reggimenti d'artiglieria pesante furono equipaggiati con due nuovi radar, quello di controllo tattico Marconi Type 88 con portata di 200 km e quello altimetrico Marconi Type 89 dando loro un sistema di sorveglianza lunga portata.
Nel 1956 era stata avviato lo sviluppo di una nuova versione, designata Thunderbird Mk.2 che disponeva di motori, sia quello principale che i booster ausiliari, di potenza maggiorata, migliore finezza aerodinamica, superfici ingrandite e cono anteriore modificato. Fu adottato un nuovo sistema di guida basato su un radar di illuminazione del bersaglio a onda continua in banda X Ferranti "Firelight", che rendeva il missile più resistente alle ECM, e permetteva l'ingaggio di bersagli in volo a bassa quota. Inoltre il sistema era stato reso completamente aviotrasportabile.
Il Thunderbird Mk 2 prestò servizio a partire dal 1966 nel No.36 Heavy Air Defence Regiment del BAOR (British Army of the Rhine), in Germania Occidentale fino al 1976, quando fu sostituito dal più leggero Raytheon MIM-23 Hawk di provenienza americana. La procedura operativa NATO prevedeva che in caso di attacco i radar del sistema NADGE disloccati in Norvegia segnalassero il decollo dei bombardieri sovietici dalle loro basi, allertando le batterie di missili Thunderbird Mk.2 e le unità dei caccia intercettori Lockheed F-104G Starfighter della Luftwaffe di stanza in Germania.

### Esportazione
Il sistema Thunderbird ebbe un certo successo di esportazione. Nel 1967 l'Arabia Saudita comprò 37 missili nella versione Mk.1 appena radiati dal servizio attivo nell'esercito inglese. 
Il Regno di Libia formalizzò un ordine di acquisto che fu cancellato nel 1969, dopo il colpo di Stato che portò al potere il colonnello Gheddafi. 
Verso la fine degli anni sessanta la Finlandia emise un requisito per l'acquisto di missili superficie-aria da scegliersi tra il Thunderbird o il Bloodhound, ma dopo la consegna di alcuni esemplari dei due tipi per le valutazioni operative l'ordine non venne mai formalizzato e il requisito successivamente annullato. Disattivati, i missili furono utilizzati per l'addestramento del personale fino al 1979. Contatti vennero avviati anche con lo Zambia, che tuttavia non emise alcun ordine e il missile fu offerto anche all'Italia, senza successo.

## Utilizzatori
, Arabia Saudita
- Royal Saudi Air Force

 Finlandia
- Maavoimat

 Regno Unito
- British Army

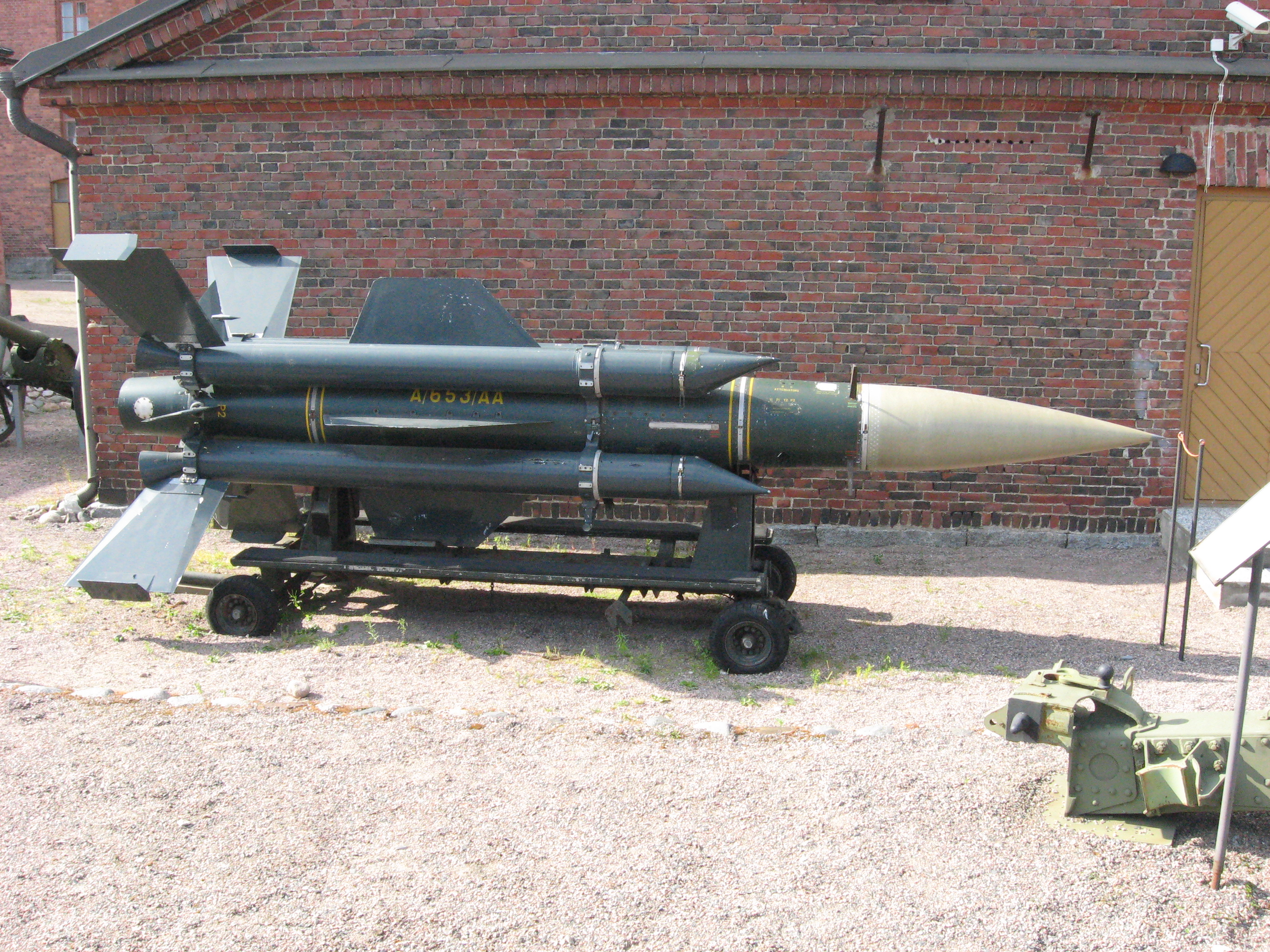
Vista del missile Thunderbird esposto presso il Museo Militaria, di Hämeenlinna.

  - No. 36 Heavy Air Defence Regiment
  - No. 37 Heavy Air Defence Regiment

## Esemplari attualmente esistenti
Alcuni missili Thunderbird sono esposti in vari musei del Regno Unito. Un missile è esposto all'aperto presso il Midland Air Museum, Warwickshire, mentre un altro si trova al The Royal Artillery Museum di Woolwich.
Un missile Thunderbird nella versione Mk1 si trova esposto presso il National Museum of Flight localizzato a East Fortune, appena fuori Edimburgo, Scozia.
Un esemplare di Thunderbird è esposto al di fuori del Combined Services Military Museum di Maldon, nell'Essex.
Due missili sono esposti in Finlandia, uno presso il Museo Militaria di Hämeenlinna e un altro presso l'Ilmatorjuntamuseo di Tuusula.

### Annotazioni
1. ↑  Come veicolo di trasporto e lancio fu scelto l'affusto del sistema contraereo Bofors L70 da 40 mm.
2. ↑  Utilizzava una miscela di perossido di idrogeno e cherosene.
3. ↑  Designato internamente AD, No 11 (o inforlmalmente 'big ears') e commercialmente S 303.
4. ↑  Designato internamente AD, No 12 (o inforlmalmente 'Noddy') e commercialmente S 404.
5. ↑  Quando il sistema Thunderbird fu ritirato dal servizio attivo nel 1977, tali radar furono consegnati alla Royal Air Force che li impiegò per la scoperta tattica.
6. ↑  Definizione in lingua inglese di Reggimento d'artiglieria contraerea pesante.
7. ↑  Il governo finlandese acquistò successivamente il sistema sovietico SA-3 Goa.
8. ↑  Lo Zambia emise un requisito per l'acquisto di missili superficie-aria da scegliersi tra il Thunderbird Mk.2, il Bloodhound Mk.2, e il Rapier finendo per acquistare quest'ultimo.

### Fonti
1. 1 2 3  Twigge 1993, p. 30.
2. ↑  "English Electric Thunderbird".
3. 1 2 3 4 5 6  Twigge 1993, p. 31.
4. 1 2 3  Crabtree 1994, p. 69.
5. 1 2  "The Stage Plan" Archiviato il 25 luglio 2014 in Internet Archive. skomer.u-net.com
6. ↑  "Red Shoes" Archiviato il 9 novembre 2007 in Internet Archive. skomer.u-net.com
7. ↑  "Bloodhound" Archiviato il 9 novembre 2007 in Internet Archive. skomer.u-net.com
8. ↑  Bud Gummett, Cold War, Hot Science: Applied Research in Britain's Defence Laboratories, 1945-1990, NMSI Trading Ltd, 2002, p.228
9. 1 2 3 4 5 6 7 8 9 10 11  Drago, Boroli 1992-94, p. 66.
10. 1 2 3  Twigge 1993, p. 32.
11. 1 2  Twigge 1993, p. 183.
12. ↑  Thunderbird Surface to Air Missile System Archiviato il 5 settembre 2008 in Internet Archive.
13. ↑  Grundy 1973, p. 269.
14. ↑  Glen Segell, A Historical Phase Appreciation of Weapon Procurement, Glenn Segell Editor, Great Britain, 1997, pag.73.
15. ↑  http://www.nms.ac.uk/our_museums/museum_of_flight.aspx.
16. ↑  http://www.cmsm.co.uk/.
17. ↑  http://www.museomilitaria.fi/en/ Archiviato il 2 giugno 2014 in Internet Archive. Museo Militaria, Hämeenlinna.
18. ↑  http://www.ilmatorjuntamuseo.fi/ Archiviato il 29 marzo 2016 in Internet Archive. Anti-aircraft Museum, Tuusula.